# Le Bataillon en folie
Série
Sturmtruppen II
(1982)
Pour plus de détails, voir Fiche technique et Distribution.
Le Bataillon en folie (titre original : Sturmtruppen) est un film italien réalisé par Salvatore Samperi et sorti en 1976, inspiré de la bande dessinée Sturmtruppen de Bonvi.

## Synopsis
Un bataillon se prépare à une guerre dont personne ne connaît les causes.

## Fiche technique
- Réalisation : Salvatore Samperi
- Scénario : Renato Pozzetto, Cochi Ponzoni, Maria Pia Fusco d'après la bande dessinée de Bonvi
- Titre original : Sturmtruppen
- Production :  Irrigazione Cinematografica, Les Films Jacques Leitienne
- Musique : Enzo Jannacci
- Image : Giuseppe Rotunno
- Montage : Sergio Montanari
- Durée : 110 minutes
- Dates de sortie :
  - Italie : 20 décembre 1976
  - France : 27 juillet 1977

## Distribution
- Renato Pozzetto
- Lino Toffolo
- Cochi Ponzoni
- Teo Teocoli
- Felice Andreasi
- Massimo Boldi
- Maurizio Bonuglia
- Guerrino Crivello
- Enzo Robutti
- Jean-Pierre Marielle
- Corinne Cléry
- Umberto Smaila
- Paolo Baroni : un soldat